# Mauricio Rosencof
Mauricio Rosencof, né le 30 juin 1933 à Florida, en Uruguay, est un journaliste, dramaturge, poète et écrivain uruguayen, qui fit partie de la direction du Mouvement de libération national - Tupamaros (MLN-T).

## Biographie
Fondateur de l'Union de la jeunesse communiste, il fut candidat du Parti communiste (PCU) aux élections dans les années 1950. Dans les années 1960, il voyagea en URSS et en Europe de l'Est  et quitta ensuite le PCU pour rejoindre les Tupamaros.
De cette expérience, il retenait que « le socialisme de ce que l'on appelle les démocraties populaires était un socialisme d'armée d'occupation » .
Alors qu'il était encore dans la légalité, il organisa la mise en scène de la prise de Pando du 8 octobre 1969, au cours de laquelle les guérilleros se déguisèrent en cortège funèbre. 
Rosencof fut élu en 1970 au comité exécutif des Tupamaros, et devient dirigeant de la colonne 70. Cette colonne, créé en septembre 1970 à partir de la colonne 10, compta jusqu'à 2 200 ou 2 500 membres, presque tous dans la légalité. Elle s'occupait essentiellement d'actions politiques (des actions directes telles que l'occupation des cinémas, la distribution de propagande, l'occupation d'entreprises, la distribution de vivres aux classes populaires, etc.), et non militaires. La colonne 70 était divisée en trois secteurs (ouvriers, étudiants et de quartiers) . 
Il était l'un des dirigeants s'opposant à l'exécution de l'agent du FBI Dan Mitrione, enlevé le 31 juillet 1970 . Toutefois, il justifia celle-ci dans une interview effectuée sous le pseudonyme d'Urbano, assumant pour la circonstance la décision de l'organisation . 
Rosencof était aussi l'un des membres du comité exécutif le plus en faveur de la création du Mouvement du 26 mars, qui s'intégrerait au Front large, appuyé par les dirigeants emprisonnés (donc sans responsabilité formelle au sein des Tupamaros) Raúl Sendic et Eleuterio Fernández Huidobro, tandis que deux membres de l'exécutif, Adolfo Wasem et Berreta, préférait un appui au Front de l'extérieur .
Il organisa l'« opération Tero » le 6 septembre 1971, par laquelle des membres du Mouvement du 26 mars et des comités locaux organisèrent des émeutes dans les quartiers du Cerro et de la Teja à Montevideo, afin de divertir l'attention des forces de police pendant que 111 prisonniers, dont 100 Tupamaros et plusieurs hauts dirigeants du groupe, s'évadaient de la prison de haute sécurité de Punta Carretas.
Rosencof fut finalement arrêté en mai 1972 et gravement torturé. 
Après le coup d'État de juin 1973, il devint l'un des otages de la dictature militaire, avec huit autres dirigeants des Tupamaros et plusieurs Tupamaras, menacé d'exécution extrajudiciaire immédiate en cas d'action des Tupamaros. Il resta détenu dans des casernes militaires, dans des conditions très dures, durant douze ans, avant d'être libéré pendant la transition démocratique, en mars 1985. Avant d'être libéré, il est, avec Raúl Sendic, en faveur d'une voie légaliste pour les Tupamaros.
Rosencof vit aujourd'hui à Montevideo, où il est dramaturge, écrivain, poète, et, depuis 2005, directeur de la culture de la mairie de Montevideo. Il a reçu en décembre 2009, avec d'autres personnalités, le Prix José D'Elía, octroyé par la confédération syndicale PIT-CNT .

## Cinéma
Rosencof est incarné par l'acteur  Chino Darin dans le film La noche de 12 años (Compañeros) d'Alvaro Brechner (en espagnol : Álvaro Brechner) en 2018.